# Liste der zyprischen Abgeordneten zum EU-Parlament (2019–2024)
Die Liste der zyprischen Abgeordneten zum EU-Parlament (2019–2024) listet alle zyprischen Mitglieder des 9. Europäischen Parlaments nach der Europawahl in der Republik Zypern 2019 auf.

## Aktuelle Mandatsstärke der Parteien
- GUE/NGL: 2
- S&D: 2
- EVP: 2

| Nationale Partei                          | Mandate | Fraktion |
| ----------------------------------------- | ------- | --- |
| Dimokratikos Synagermos (DISY)            | 02      | Fraktion der Europäischen Volkspartei (EVP)                                                                                            |
| Anorthotiko Komma Ergazomenou Laou (AKEL) | 02      | Konföderale Fraktion der Vereinten Europäischen Linken/Nordischen Grünen Linken (GUE/NGL)Die Linke im Europäischen Parlament – GUE/NGL |
| Dimokratiko Komma (DIKO)                  | 01      | Fraktion der Progressiven Allianz der Sozialdemokraten im Europäischen Parlament (S&D)                                                 |
| Kinima Sosialdimokraton (EDEK)            | 01      | Fraktion der Progressiven Allianz der Sozialdemokraten im Europäischen Parlament (S&D)                                                 |
| SUMME                                     | 06      | |

## Abgeordnete
| Bild | Name                  | geb. | MEP seit     | Partei | Fraktion | Kommentar                                                          |
| ---- | --------------------- | ---- | ------------ | ------ | -------- | ------------------------------------------------------------------ |
|      | Leftéris Christóforou | 1963 | 2. Juli 2019 | DISY   | EVP      | Abgeordneter bis zum 1. November 2022, Nachrückerin: Eleni Stavrou |
|      | Loukas Fourlas        | 1969 | 2. Juli 2019 | DISY   | EVP      |                                                                    |
|      | Giorgos Georgiou      | 1963 | 2. Juli 2019 | AKEL   | GUE/NGL  |                                                                    |
|      | Niyazi Kızılyürek     | 1959 | 2. Juli 2019 | AKEL   | GUE/NGL  |                                                                    |
|      | Kostas Mavridis       | 1962 | 2. Juli 2019 | DIKO   | S&D      |                                                                    |
|      | Dimitris Papadakis    | 1966 | 2. Juli 2019 | EDEK   | S&D      |                                                                    |
|      | Eleni Stavrou         | 1975 | 2. Nov. 2022 | DISY   | EVP      | Nachrückerin für Leftéris Christóforou                             |